# Madromys blanfordi
Madromys blanfordi és una espècie de mamífer rosegador de la família dels múrids. Viu a altituds de fins a 2.000 msnm a Bangladesh, l'Índia i Sri Lanka. Es tracta d'un animal nocturn. El seu hàbitat natural són els boscos de diferents tipus. És una espècie en risc mínim, és a dir, no sembla que hi hagi cap amenaça significativa per a la seva supervivència. Aquest tàxon fou anomenat en honor del geòleg i zoòleg britànic William Thomas Blanford.